# Rio Carrión
O Rio Carrión é um rio da Espanha, na área centro-noroeste do país, sendo afluente do Rio Pisuerga, o qual, por sua vez, é afluente da margem esquerda do Rio Douro. O rio corre pela comunidade autônoma de Castela e Leão. Nasce em Fontes Carrionas, que pertence ao Espaço Natural do Parque Natural de las Fuentes Carrionas y Fuente Cobre-Montaña Palentina, passando por Velilla del Río Carrión, Guardo, Saldaña, La Serna, Carrión de los Condes, Monzón de Campos, Palência e Villamuriel de Cerrato. Ao final de seu curso desemboca no Rio Pisuerga em Dueñas.
Em sua foz construíram-se os lagos artificiais de "Camporredondo" e de "Compuerto". Todos os 179 km do Carrión ficam dentro da província de Palência.

## Geografía

### Nascentes

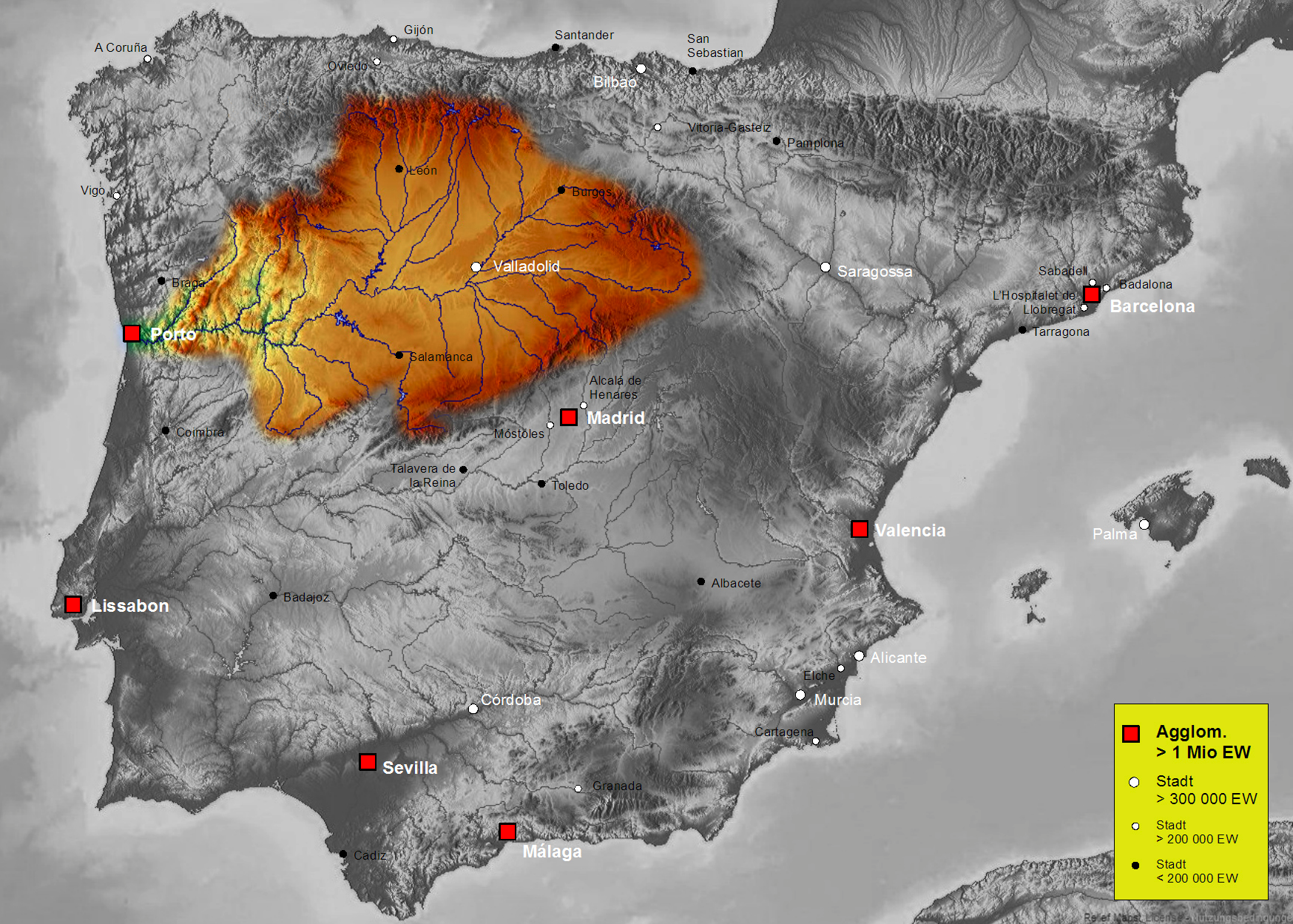
Localização da Bacia do Rio Douro, da qual a bacia do Carrión faz parte

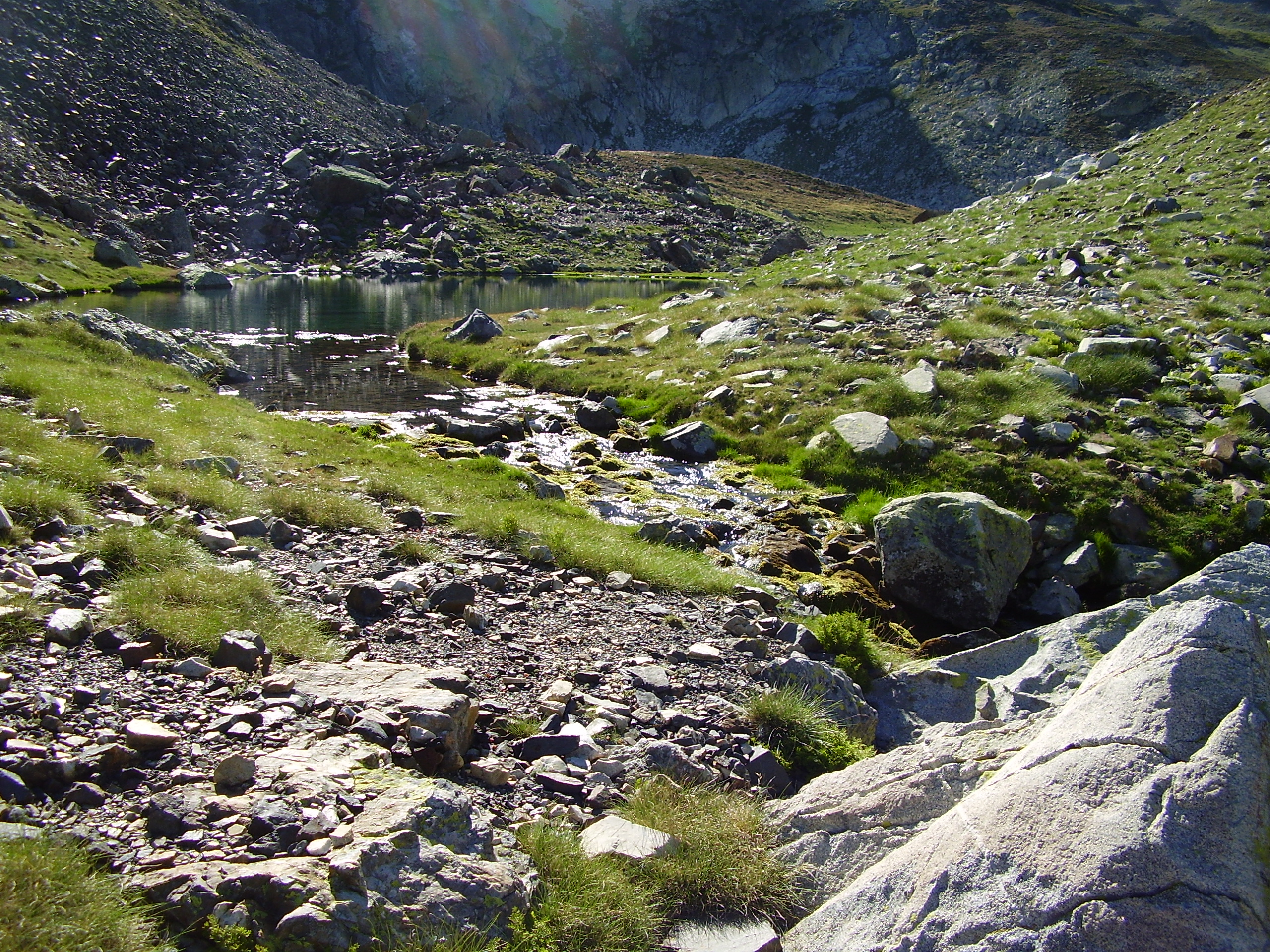
Local exato das nascentes do Carrión descendo da lagoa das Fontes Carrionas

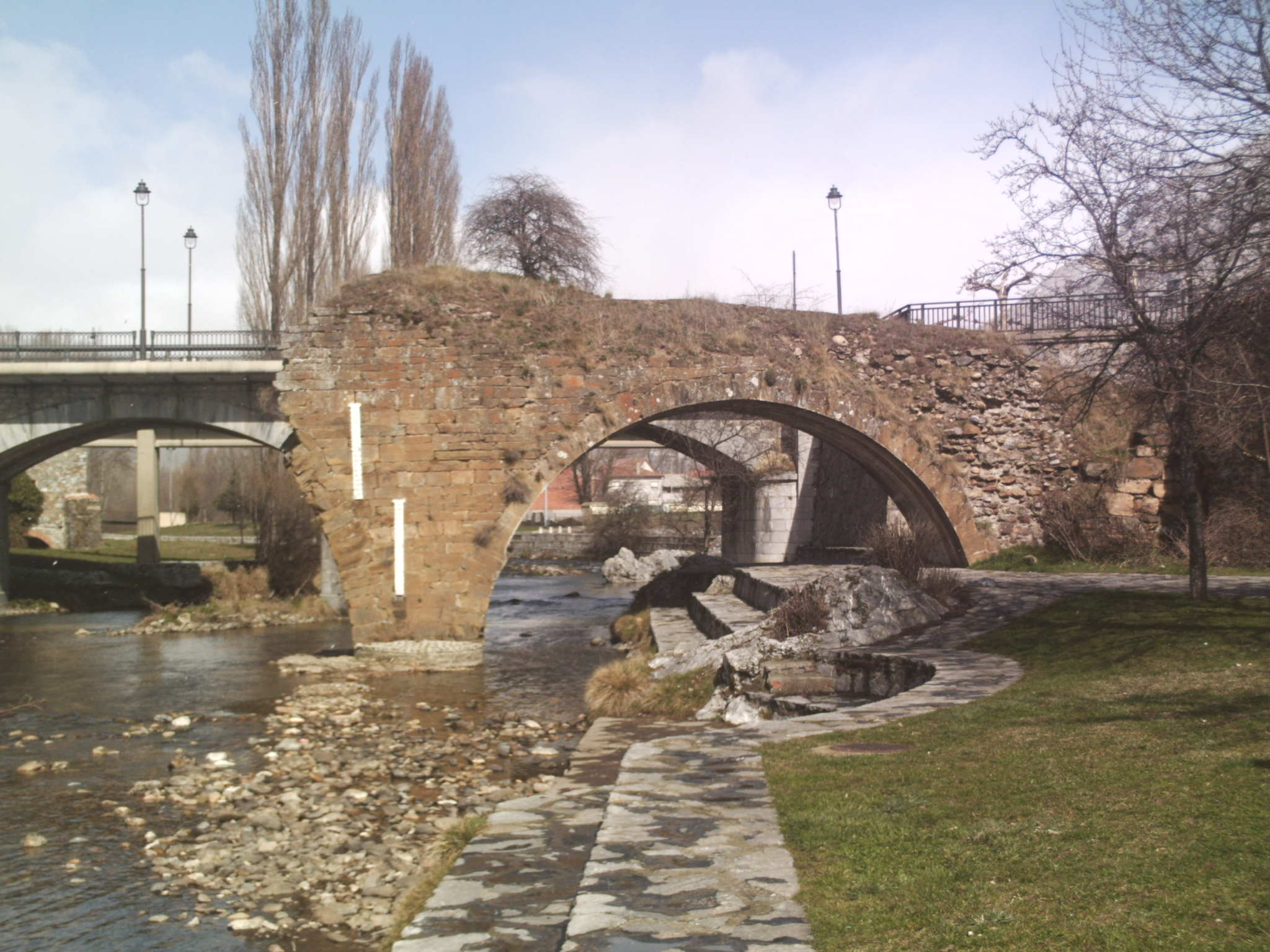
Rio Carrion, passando em Velilla com a antiga Ponte Romana no primeiro plano e no fundo a ponte atual

O Rio Carrion nasce a 2220 m na Laguna de Fontes Carrionas em Velilla del Río Carrión, dentro de um circo glaciar cercado por cumes de mais de 2400 metros de altitude.
Essa é uma área privilegiada, incluída e que também dá nome ao Parque Natural de las Fuentes Carrionas y Fuente Cobre-Montaña Palentina, num entorno de montanhas altas que também é chamado de Santuario del Carrión, sendo considerado muito belo pelos que gostam de longas caminhadas. As visitas são aconselhadas no verão, pois nas demais estações do ano as temperaturas são muito baixas, ocorrendo muitas nevascas.

### Passagens do rio

#### Velilla del Río Carrión
Dentro da municipalidade de Velilla del Río Carrión o "Carrión" apresenta as maiores mudanças, passando do simples arroio, que é desde a nascente, a ser um rio que recebe águas de outros rios menores e arroios que nascem nas altas montanhas, como os rios Cardaño e Arauz, arroios de Aviaos ou Mazobres. É retido em dois lagos artificiais, o de Camporredondo (1930) e o contíguo a esse, o de Compuerto (1960).
Já em Velila o Carrion recebe as águas do rio Besandino, que nasce na província de Leão. São duas as pontes que há em Velila sobre o Carrion:
- Uma é medieval, que é chamada, porém, de Ponte Romana de Velilla e que está parcialmente em ruínas.
- Uma de construção mais recente, por onde passa a rodovia CL-615 Palencia-Riaño.

Antes de chegar em Guardo há outro lago artificial, chamado Presa de Villalba do qual vem as água de refrigeração da Usina termoelétrica de Velilla.

#### Em Palência
Em Palência o rio divide-se em vários braços duas vezes, formando duas ilhas grandes e três menores. O Carrión era desde tempos bem remotos o centro da vida de capital. A Puentecillas (ponte mais antiga da cidade, essa sim de origem Romana) já permitia a passagem desde a entrada principal da Catedral ao "Sotillo de los Canónigos" (que fica da segunda ilha maior). Com a Revolução Industrial, o rio foi desviado, criando um canal no então centro da cidade (onde fica a Ponte "Mayor" desde o século XVI) até fora da cidade para abastecer as fábricas. A ilha que assim se formou recebeu o nome de Ilha de Águas, na qual hoje há um parque, um hotel, algumas vivendas e o campo municipal de golfe.